# 极氪009
极氪009是吉利控股集团旗下极氪推出的纯电动豪华MPV，也是继极氪001后该品牌推出的第二款车型，定位为“全球首款原生纯电豪华MPV”。极氪009于2022年11月1日发布，2023年1月开始交付。其超豪华版本为极氪009光辉，于2024年4月19日发布。

## 历史
2022年7月22日，极氪宣布其MPV车型命名为极氪009，同时公布外观图。在官宣前已有媒体公布该车的外观谍照。同年8月，极氪与宁德时代达成合作，并宣布极氪009成为率先搭载麒麟电池的车型。11月1日，极氪009正式发布并开启预售，起售价为49.9万元。2023年1月8日，首批极氪009在宁波杭州湾极氪智慧工厂量产下线，同时开启交付，而搭载麒麟电池的版本则于4月17日开始交付。
2023年举行的杭州亚运会期间，极氪009被杭州亚组委选定为国宾接待指定用车和火炬传递指挥车。
2024年3月25日，极氪宣布极氪009进入泰国市场。4月19日，超豪华版极氪009光辉发布，于5月24日在宁波举行首批车辆的交付仪式。奇虎360创始人、CEO周鸿祎成为其首批车主，并表示以极氪009光辉替代他之前已拍卖成交的迈巴赫。
2024年7月19日在香港發表全球第二代極氪009純電動豪華MPV，廠方在赤鱲角亞洲博覽館Hall 11舉行大型登場活動，邀請來自中國大陸、日本、韓國及東南亞傳媒代表及貴賓參與活動。香港名人郭富城現身發布會現場，是首批全新極氪009名人車主之一。

## 特征

### 车身与外观

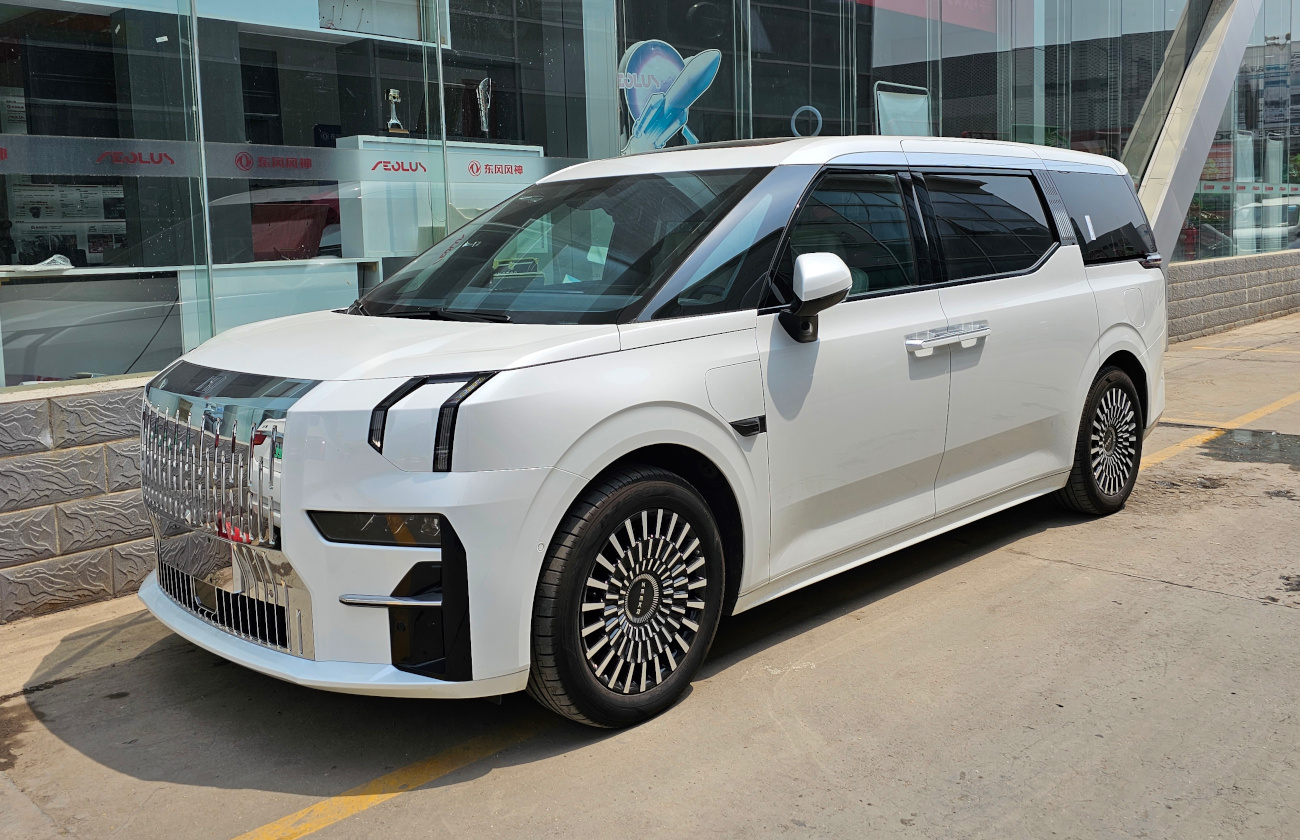
极氪009前侧

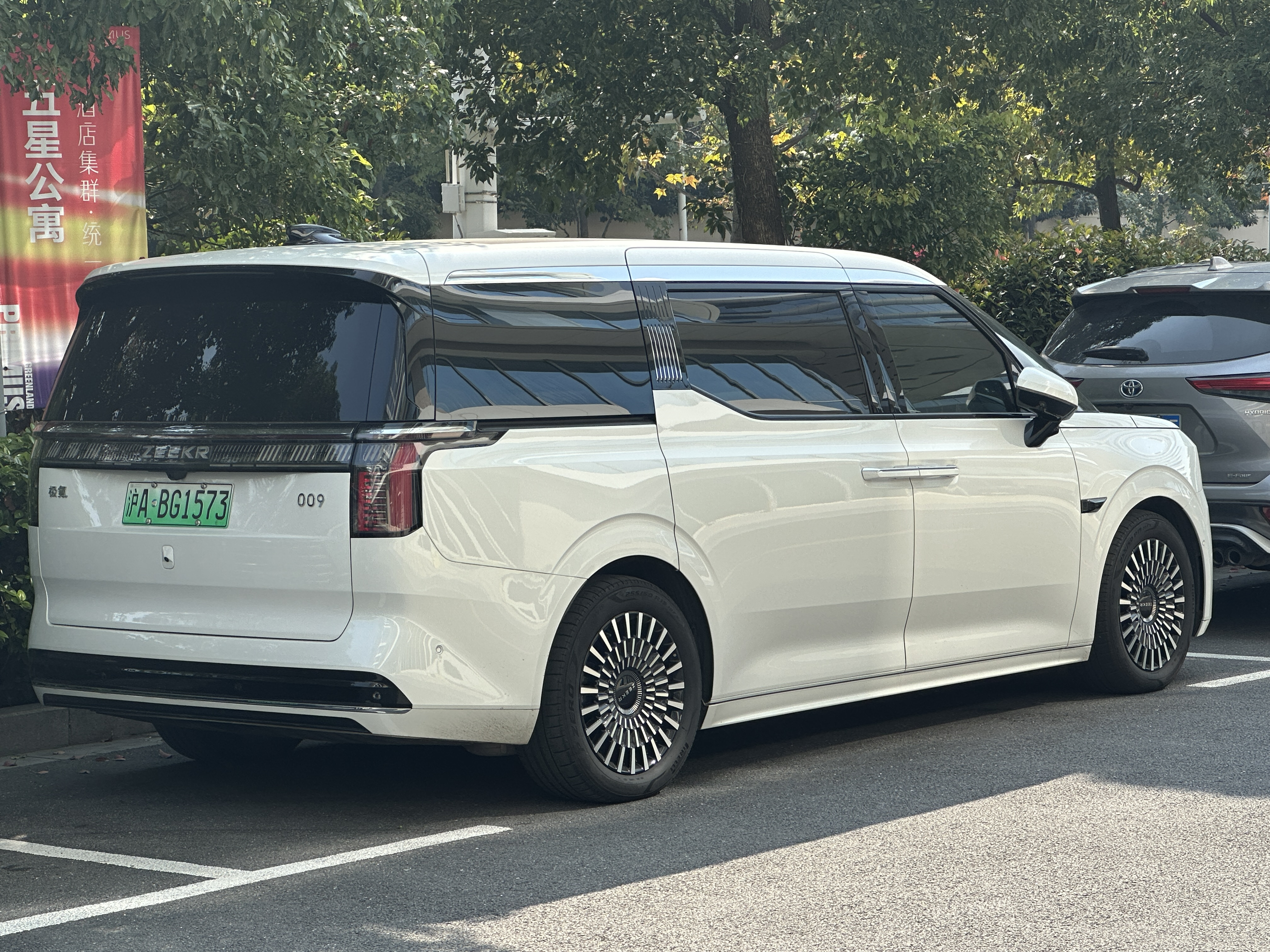
极氪009后侧

极氪009采用吉利SEA1平台，与极氪001、路特斯Eletre和极星5为同平台。其车身以“6S6S安全开发理念”为开发原则，采用一体式压铸后端铝车身（长1.4m，宽1.6m），焊接点减少近800个。其前部采用三角形双A柱设计，顶部顶压抵抗力最大128kN，车顶最大可承重13吨，侧面配备充气量70L的前后排贯穿式超大侧气帘。该车的双侧电动滑移门配备强化型紧急状态车门解锁系统。

### 动力系统
极氪009搭载双电机永磁同步电驱动系统，最大输出功率400kW，百公里加速为4.5秒，号称“4秒俱乐部唯一MPV成员”。该车根据续航不同，在中国大陆分为两个不同的版本，其中WE版搭载116kWh的电池，ME版则首次搭载140kWh麒麟电池。
在底盘结构方面，该车前悬架采用双叉臂虚拟双球头独立悬架，后悬架采用集成多连杆全铝独立悬架，并配备“全自动空气悬架系统+CCD电磁减振系统”。该车的智能四驱系统可在0.4秒内实现两驱与四驱的切换，亦配备有智能防滑系统。

## 版本

### 4座 光辉（Grand）

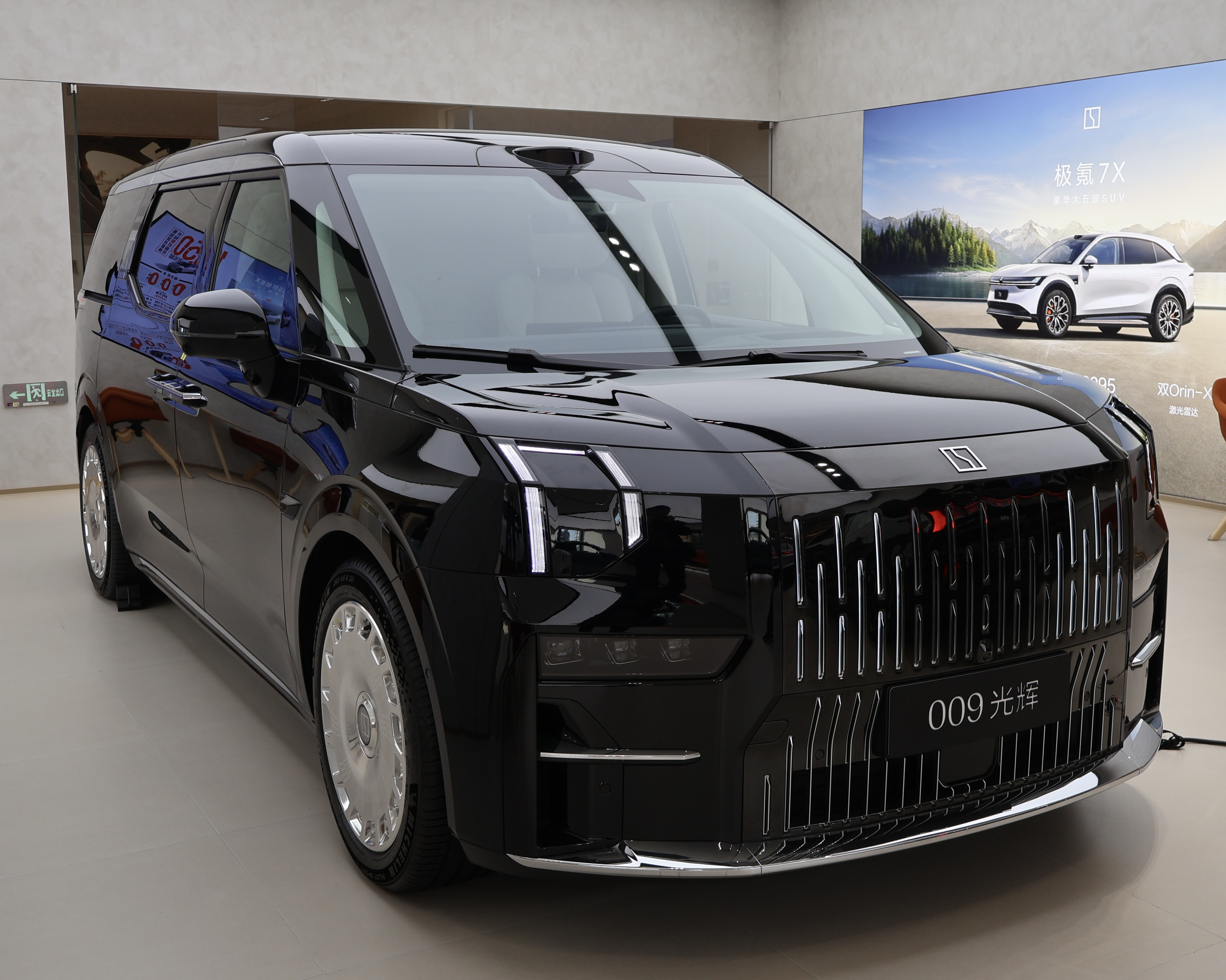
极氪009光辉车头
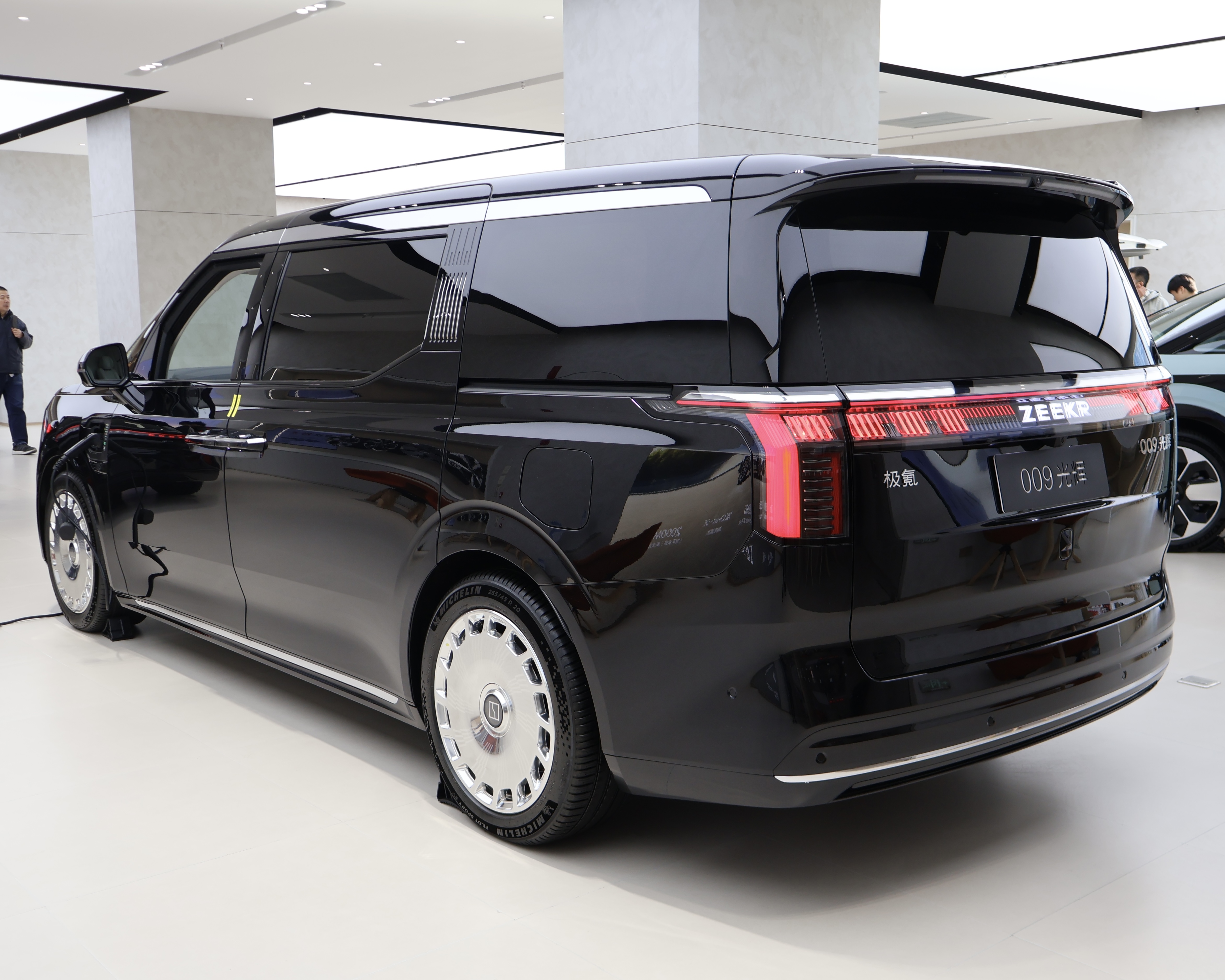
极氪009光辉车尾

极氪009光辉Grand是极氪009的超豪华旗舰版本，为四座「2-2」的座位布局MPV。其搭載43英寸LED智慧屏，擁有4K超清畫質，支持杜比視界；同時搭載擁有31個揚聲器的雅馬哈高級音響系統，峯值功率達3kW。后排提供冷暖雪櫃、超豪华頭等客位支持24向调节，拥有12区全躯支撑，頭枕音響、可摺式餐桌、通風、7区石墨烯加热和20種云感按摩功能。009光辉搭载108kWh的麒麟电池、PM2.5监测系统、魔毯双腔空气悬架、双骁龙8295处理器等配置，亦配备激光雷达、“隐私空间”及卫星通信服务。

### 6座 行政版（Platinum）

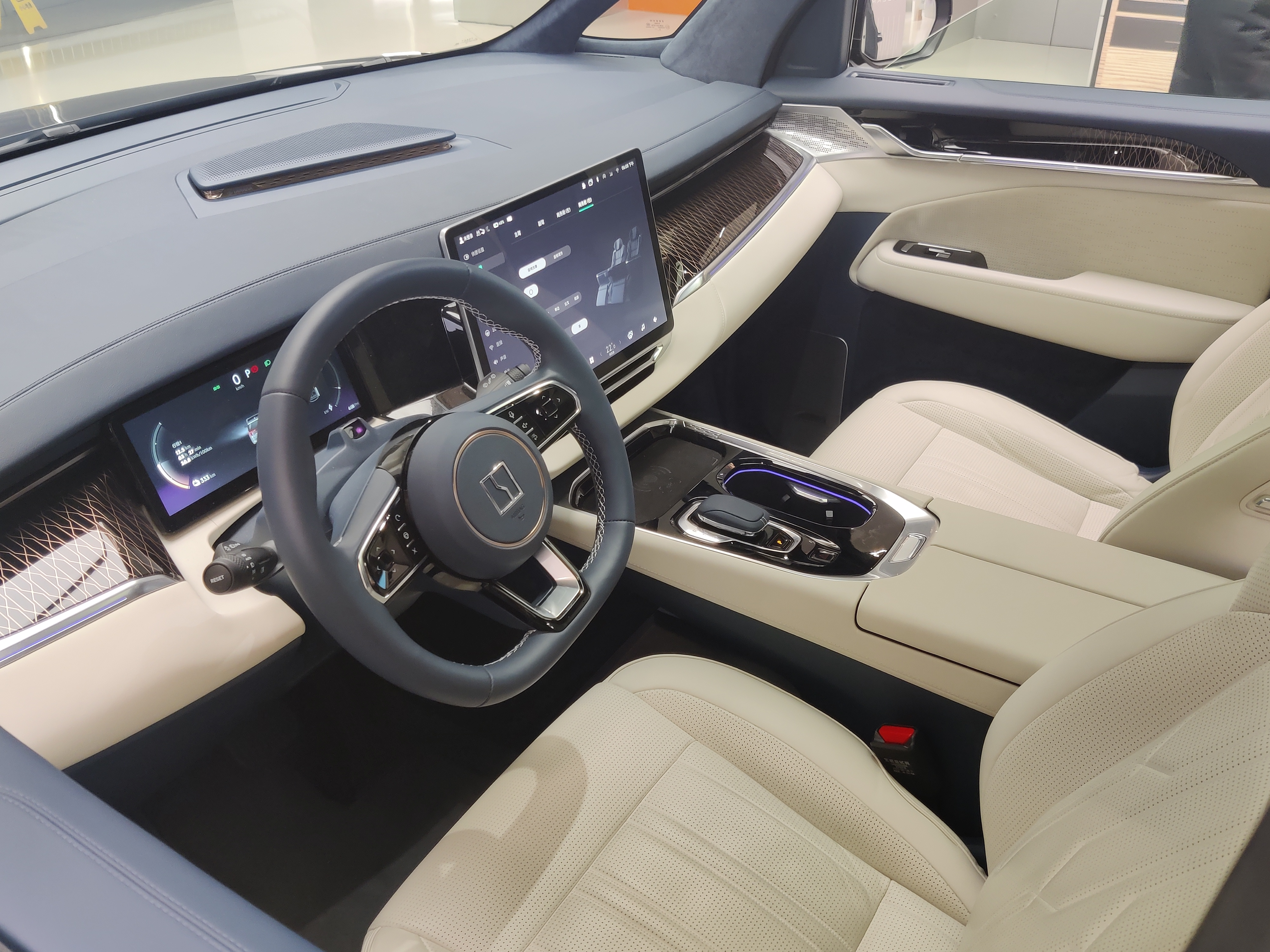
前排駕駛座位

极氪009六座Platinum行政版采用“2-2-2”的座位布局。该车前排搭载10.2英寸数字仪表盘和15.4英寸中央液晶触摸屏，同时搭载高通骁龙8155处理器；後排17英寸3K分辨率90Hz刷新率OLED触摸屏幕，以及由30个扬声器组成的雅马哈音响系统，提供多種內飾風格及冷暖雪櫃。中排豪華頭等客位採用NAPPA頭層真皮和夢幻回彈海綿，座椅整體寬度達到 0.7 米，支援最多 16 項調節，頭枕音響、可摺式餐桌、加熱、通風和5種云感按摩功能，更配備Eames Chair模式，靠背可調至 132 度，坐墊前部可升高 20 毫米，腿托可抬升至 90 度，與前排座椅背後的腳踏組成完整平面，能完全伸展雙腳。此外还配备有Mobileye EyeQ5H高性能芯片、7颗800万像素高清摄像头、4颗200万像素环视摄像头、1颗超长距毫米波雷达12颗短距超声波雷达等硬件。

### 7座 通道版（Premium及Deluxe）
2024年，因應客戶使用的需求，極氪009推出了七座Premium通道版，採用「2-2-3」的商務客位布局，提供了寬敞的中央通道，方便後排出入。設有冷熱功能雪櫃和中央茶桌，並為乘客設計了護眼燈，確保乘車過程中的安全和舒適。
2025年全新七座Deluxe兩驅版本登場，專為追求舒適駕乘體驗的家庭設計。超低風阻設計和強勁的電動動力系統，實現了最高 604 公里的續航里程，兼顧更多生活場景，實用程度再度昇華。

## 销量
根据极氪官方统计，截至2024年4月，极氪009累计交付超过22000辆。2023年成为中国大陆50万元以上全品类MPV的年销量榜首车型。

## 圖集

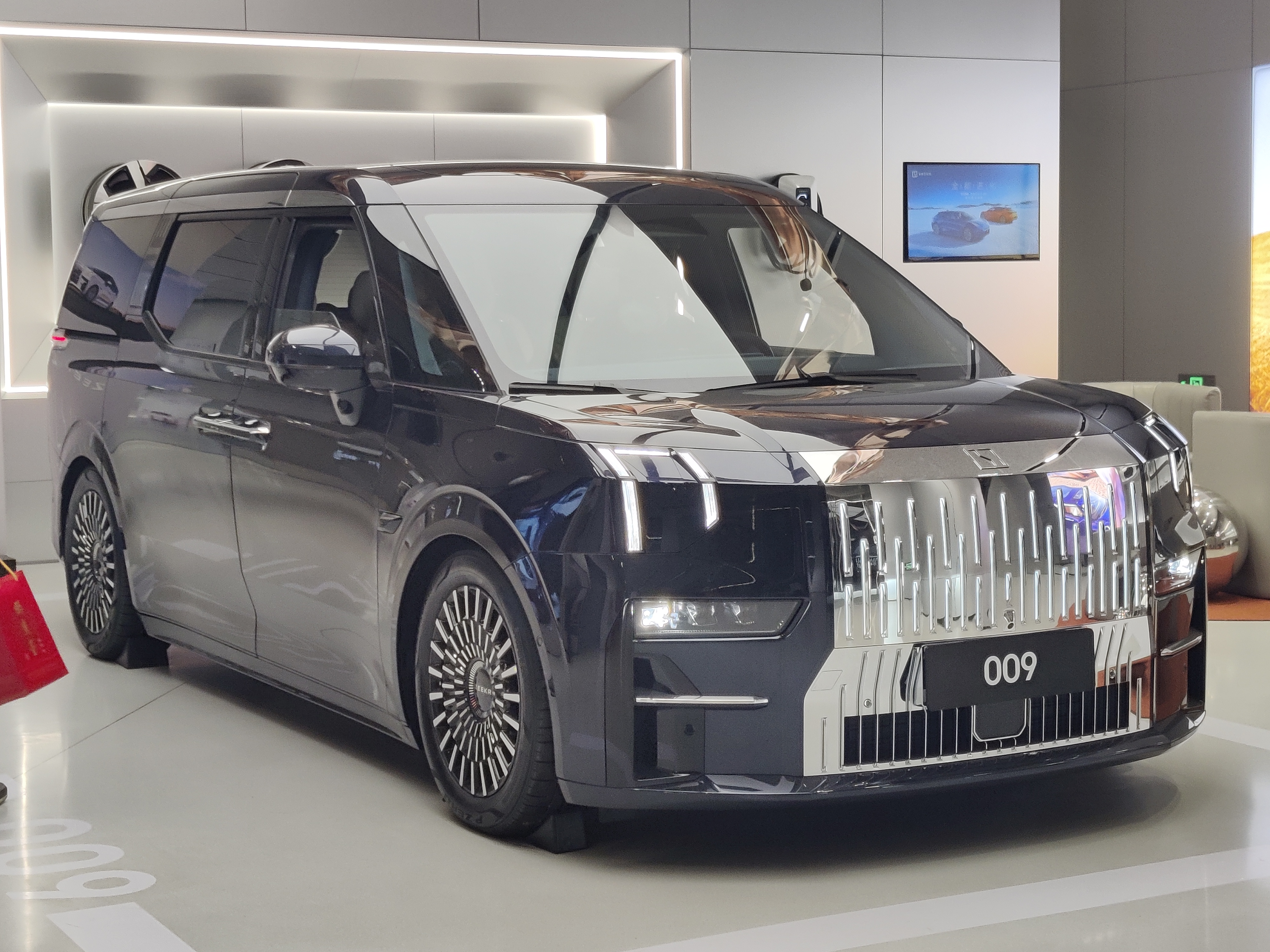
黑色車身的極氪009
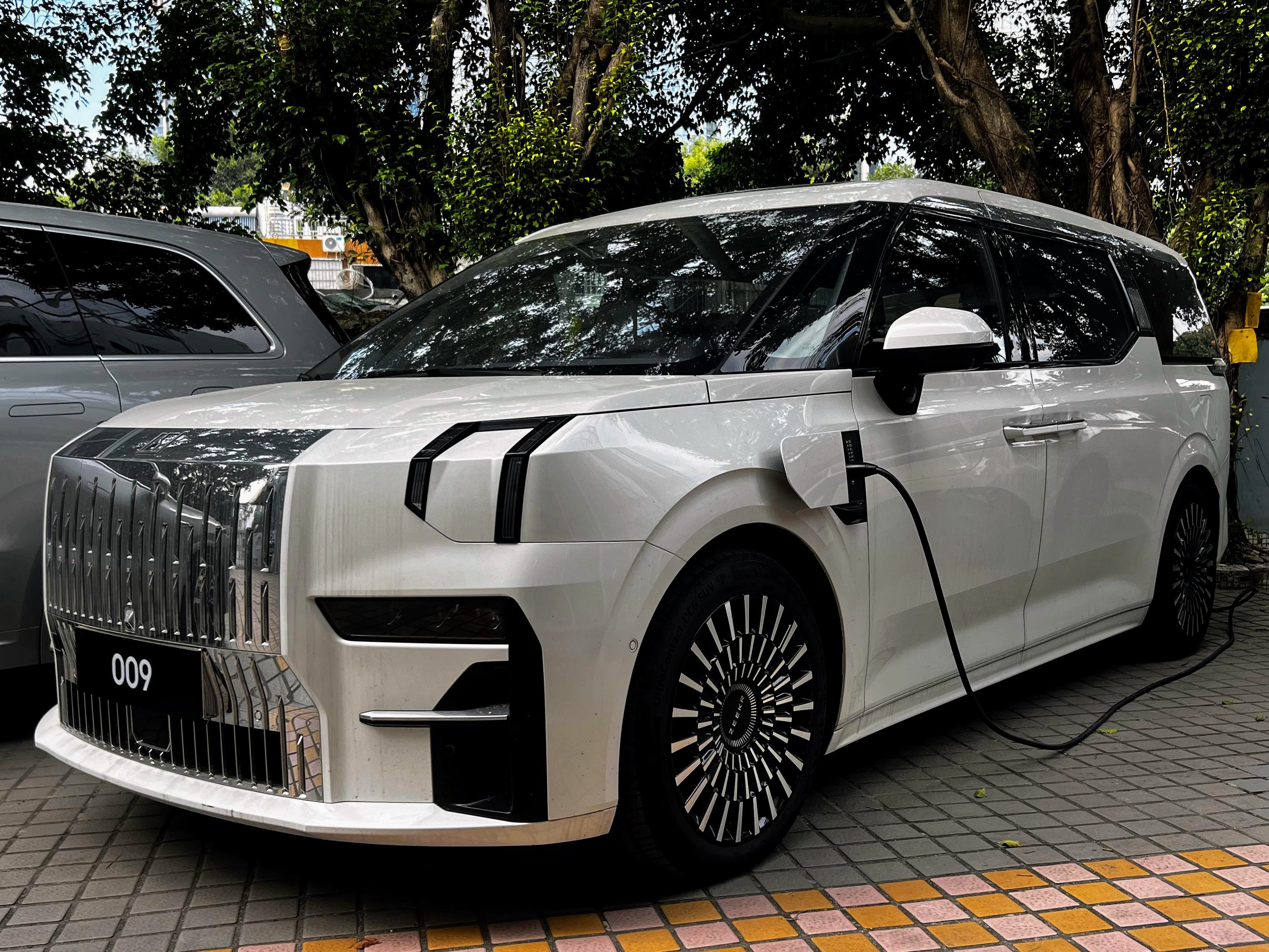
充電中的極氪009